# Melanophthalma endroedyi
Melanophthalma endroedyi es una especie de coleóptero de la familia Latridiidae.

## Distribución geográfica
Habita en Ghana.